# Wittenoom
Wittenoom is een spookstad in de regio Pilbara in West-Australië. Het ligt aan de rand van het nationaal park Karijini in het Hamersleygebergte, 1.420 kilometer ten noordnoordoosten van Perth en 140 kilometer ten noordwesten van Tom Price.
In de jaren 1950-60 bloeide Wittenoom dankzij het delven van crocidoliet (blauwe asbest) tot een mijnwerkersstadje met 20.000 inwoners. Later bleek de asbest mesothelioom en andere kankers te veroorzaken en zette de overheid de inwoners onder druk om Wittenoom te verlaten. In september 2022 werd de laatste bewoner gedwongen verwijderd.

## Geschiedenis
Francis Thomas Gregory leidde in 1861 een expeditie naar de Pilbara en het Hamersleygebergte. Hij vernoemde de kloof Wittenoom Gorge naar eerwaarde John Burdett Wittenoom, de eerste kapelaan van de kolonie aan de rivier de Swan. In zijn verslag berichtte Gregory over de mogelijkheid om schapen te houden in de regio en aan landbouw te doen langs enkele rivieren en op de flanken van het Hamersleygebergte. Dit leidde tot de stichting van Roebourne en Cossack. Het land rond Wittenoom Gorge werd opgenomen als pastoral lease onder andere door Mulga Downs Station.
In 1917 werd de ontdekking van blauwe asbest in het Hamersleygebergte geregistreerd bij het Department of Minerals and Energy . Pas in de jaren 1930 werd aangevangen met het delven en verwerken van asbest. Tijdens de Tweede Wereldoorlog was er veel vraag naar asbest voor gebruik in tanks, gasmaskers, vliegtuigen, slagschepen en helmen. De mijnwerkers leefden in tenten. Lang Hancock, manager op Mulga Downs, was een van de drijvende krachten achter de ontwikkeling van de asbestindustrie. In 1943 verkocht hij zijn Wittenoom Gorge-leases aan Colonial Sugar Refineries. De dochteronderneming Australian Blue Asbestos Pty Ltd werd opgericht en de asbestindustrie groeide.
Van 1943 tot 1946 werd uit 15.000 ton erts uit de Yampire-mijn 3.000 ton asbestvezels gewonnen. In 1946 sloot de Yampire-mijn en werd de Wittenoom-mijn geopend. In 1947 werd begonnen met de bouw van een dorp aan de voet van Wittenoom Gorge. Het mijnwerkersdorp werd naar de kloof vernoemd. Dr. Eric Saint, Government Medical Officer, waarschuwde het management van de Wittenoom-mijn en het hoofd van de Public Health Department of Western Australia reeds in 1948 voor de ziekte asbestose.
Wittenoom werd officieel gesticht in 1950. Op verzoek van het mijnbedrijf werd de naam van het dorp een jaar later veranderd naar Wittenoom Gorge. Van 1950 tot 1966 was Wittenoom Gorge de enige leverancier van blauwe asbest in Australië. In die periode werden twee scholen, een openluchtcinema, een hotel, kerken en verscheidene private en publieke diensten en winkels opgericht. Het afval van de asbestproductie werd gebruikt om wegen, een luchthaven, een racetrack en opritten aan te leggen.
Er werden in totaal 161.000 ton asbestvezels geproduceerd tussen 1943 en 1966. Tijdens de bloeiperiode leefden er ongeveer 20.000 mensen in Wittenoom Gorge. Van 1957 tot 1962 werd het mijnmanagement herhaaldelijk gewaarschuwd voor de gezondheidsrisico's van asbest door Dr. Jim McNulty. Het management legde de waarschuwingen naast zich neer.
In 1966 werd de mijn gesloten vanwege de hoge productiekosten en lage ertsreserves. In 1974 werd de naam van het dorp terug veranderd naar Wittenoom. De overheid ontmoedigde het wonen in Wittenoom vanaf 1978. In 1987 werden de eigendommen op zestig kavels afgebroken en in 1995-96 werden nog eens 35 kavels ontruimd. De rechtbank stelde in 1988 de mesothelioom-slachtoffers in het gelijk. De rechter oordeelde dat Colonial Sugar Refineries met voortdurende en bewuste minachting en veronachtzaming voor de gezondheid en veiligheid van de werknemers had gehandeld. In 1992 werd het Fortescue Hotel gesloten. De luchthaven sloot in 1993.

## 21e eeuw
De overheid schakelde het elektriciteitsnet af op 30 juni 2006. In 2007 werd het bestaan van het dorp officieel beëindigd. De naam Wittenoom werd van de officiële landkaarten en verkeersborden verwijderd.
Eind 2019 telde Wittenoom nog 1 inwoner tegenover 176 in 2006. In september 2022 werd ook de laatste bewoner uitgezet, een tachtigjarige vrouw.
Ondanks het gevaar en het lugubere verleden van de plaats wordt Wittenoom stilaan een toeristische trekpleister.

## Trivia
- Het lied Blue Sky Mine en het album Blue Sky Mining van de band Midnight Oil uit 1990 werd geïnspireerd door Wittenoom en de asbestindustrie.
- He Fades Away en Blue Murder van Alistair Hulett eveneens.
- Het dorp en zijn geschiedenis komen voor in de roman Dirt Music van Tim Winton.

## Galerij

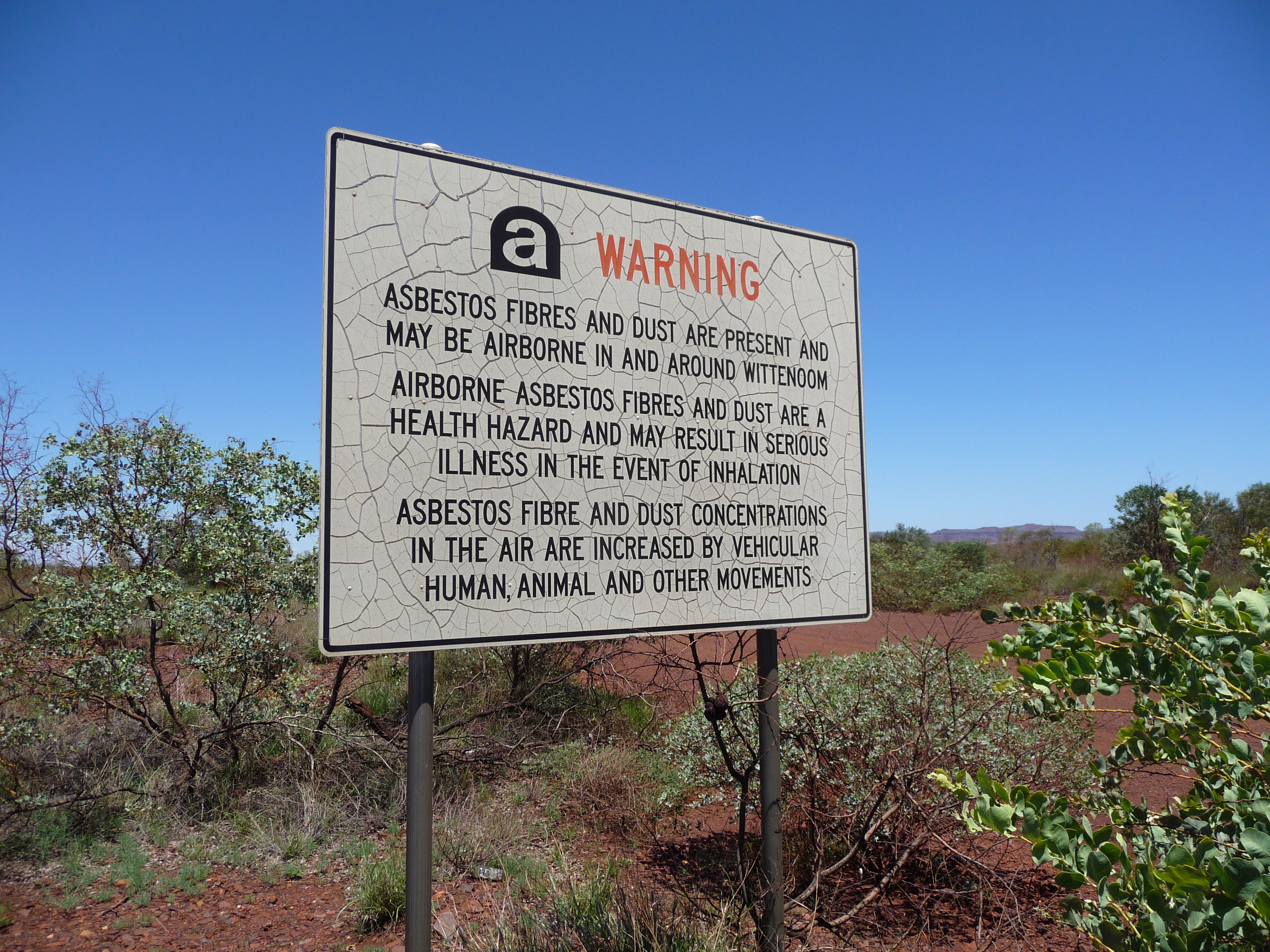
waarschuwingsbord
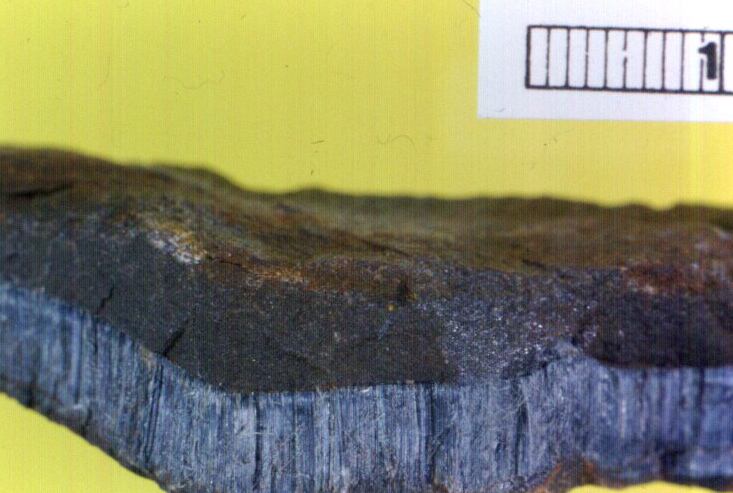
blauwe asbest uit Wittenoom
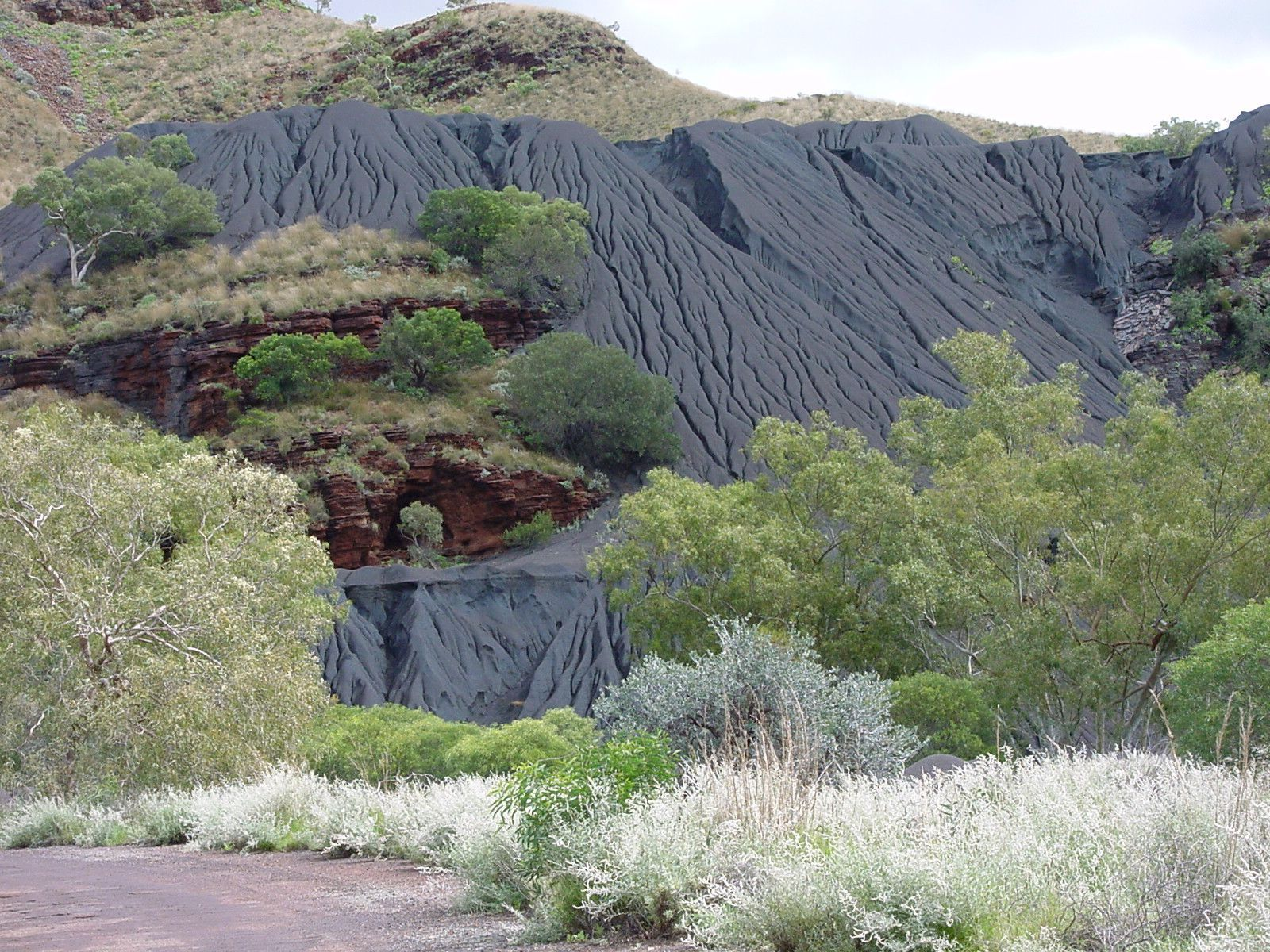
asbestafval in Wittenoom Gorge
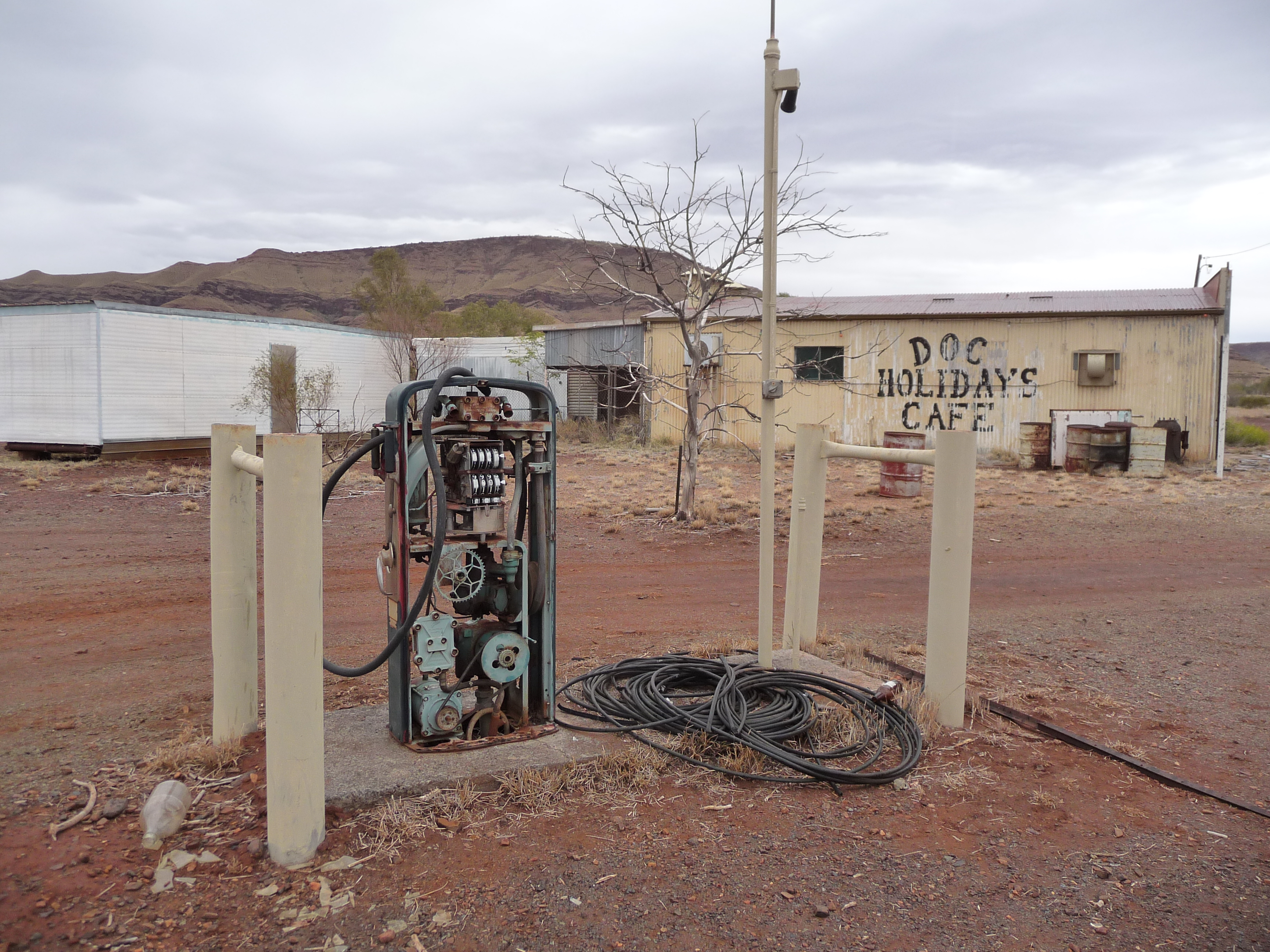
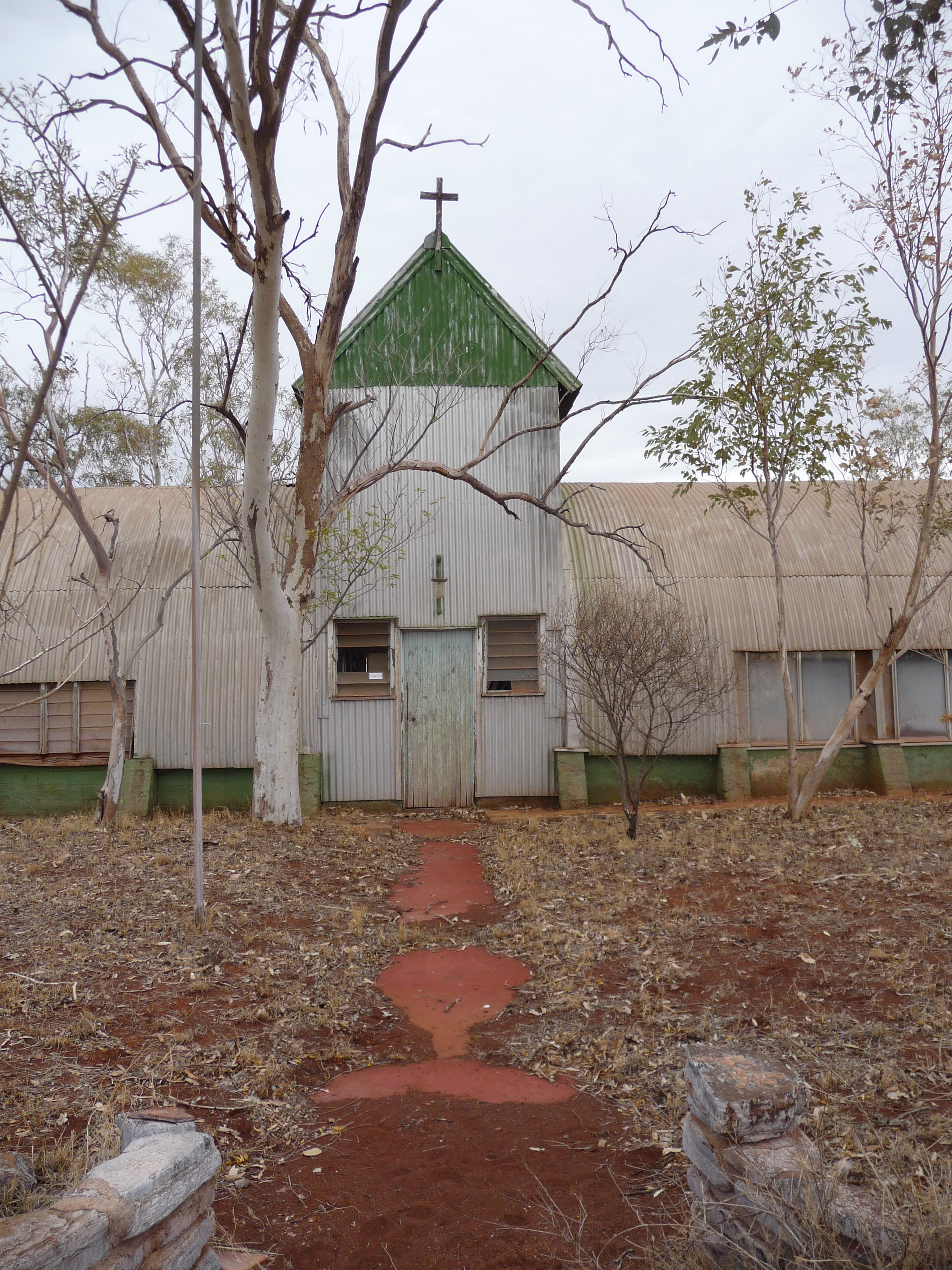
oud klooster Wittenoom
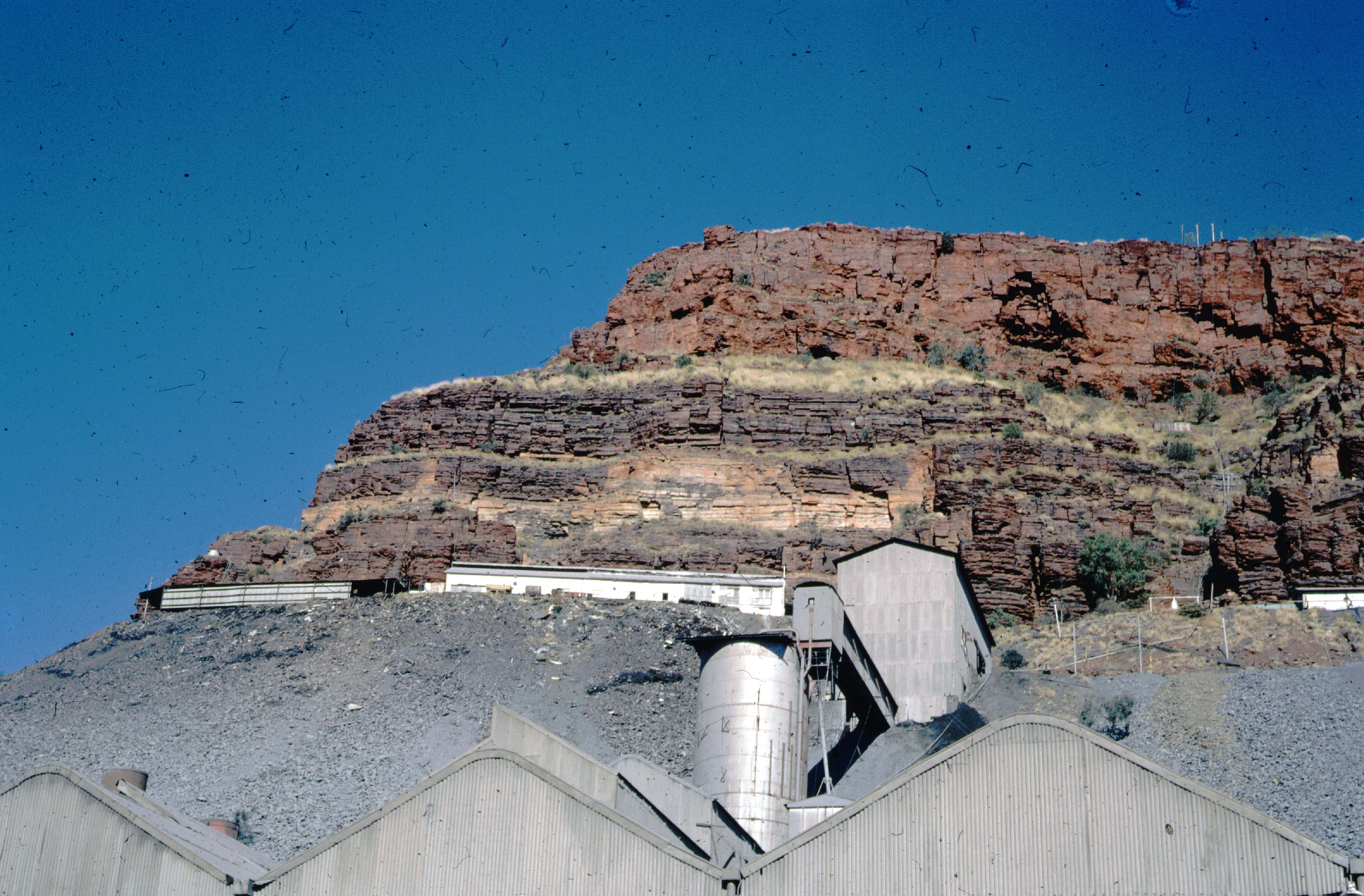
Wittenoom in 1966

Cossack · Dampier · Goldsworthy · Jigalong · Karratha · Marble Bar · Newman · Nullagine · Onslow · Pannawonica · Paraburdoo · Point Samson · Port Hedland · Roebourne · Shay Gap · South Hedland · Telfer · Tom Price · Whim Creek · Wickham · Wittenoom